# Perfecto amor equivocado
Perfecto amor equivocado és una pel·lícula del 2004 de coproducció entre Espanya i Cuba dirigida per Gerardo Chijona, coautor del guió amb Eduardo del Llano i protagonitzada per Luis Alberto García, Sancho Gracia, Beatriz Valdés, Susana Pérez i Mijail Mulkay.

## Sinopsi
Julio del Toro (Luis Alberto García), escriptor d'èxit prop de la cinquantena, ha tingut sempre sota el seu control a la seva esposa Myriam la seva filla Milly, la seva amant Silvia i, per descomptat, la seva carrera professional… fins al dia que, de retorn d'un dels seus freqüents viatges a l'estranger, veurà caure en crisi aquest món tranquil·litzador i coherent: la seva filla ha començat una relació sentimental amb un espanyol més gran que ell; la seva amant li planteja un seriós ultimàtum; una jove periodista comença a preparar un reportatge sobre la seva obra, la qual cosa l'enfronta al problema de si no és ja un creador acabat. Llavors aflorarà el veritable problema de l'artista: la seva incapacitat per a prendre decisions, per adaptar-se a nous contextos, la seva inseguretat respecte a la seva pròpia vida. Al mateix temps que Julio se sent cada vegada més confús i desorientat, les dones al seu al voltant prendran les decisions que ell no és capaç d'assumir, i portaran les seves vides, i la de l'escriptor, per camins insospitats.

## Repartiment
- Luis Alberto García (Julio del Toro)
- Sancho Gracia (Manolo)
- Susana Pérez (Myriam)
- Mónica Alonso Solares (Milly)
- Beatriz Valdés Fidalgo (Silvia)
- Sheila Roche (Ana)
- Yotuel Romero (Leoncio)
- Javier Gurruchaga (Javier)
- Lucas Rodríguez (Charlie)
- Mijail Mulkay Bordón Perdomo (David).

## Premis Rebuts
- Premi del Públic al Festival Internacional de Cinema de Comèdia de Peníscola.[3][4]
- Fou nominada a l'Índia Catalina d'Or a la millor pel·lícula al Festival Internacional de Cinema de Cartagena de Indias de 2005[5]